# Veľké Teriakovce
Veľké Teriakovce este o comună slovacă, aflată în districtul Rimavská Sobota din regiunea Banská Bystrica, pe malul râului Rimava⁠(d). Localitatea se află la altitudinea de 233 m deasupra n.m., se întinde pe o suprafață de 22,35 km2 și în 2017 număra 870 de locuitori. Se învecinează cu comuna Čerenčany.

## Istoric
Localitatea Veľké Teriakovce este atestată documentar din 1334.

## Demografie
| An:                | 1994 | 2004   | 2014   | 2024   |
| ------------------ | ---- | ------ | ------ | ------ |
| Număr de persoane: | 836  | 914    | 884    | 833    |
| Diferență:         |      | +9,33% | −3,28% | −5,76% |

| An:                | 2023 | 2024   |
| ------------------ | ---- | ------ |
| Număr de persoane: | 845  | 833    |
| Diferență:         |      | −1,42% |